# Run – Du kannst ihr nicht entkommen
Run – Du kannst ihr nicht entkommen (Originaltitel Run) ist ein Mystery-Thriller von Aneesh Chaganty, der am 20. November 2020 in den USA und einigen anderen Ländern in das Programm von Hulu aufgenommen wurde. Thema des Films ist das Münchhausen-Stellvertretersyndrom.

## Handlung
Der Film spielt in einer Kleinstadt bei Seattle und beginnt damit, dass Ärzte versuchen, ein Frühgeborenes wiederzubeleben. Anschließend werden die Definitionen der Krankheiten Arrhythmie, Hämochromatose, Asthma, Diabetes und Paralyse eingeblendet. 
17 Jahre später kommt es zu einem Treffen von Home-Schooling-Eltern. Thema dieser monatlichen Pflichtveranstaltung sind die Sorgen der Teilnehmer in Zusammenhang mit dem Wechsel ihrer Kinder auf ein College. Während eine Mutter unter Tränen befürchtet, ihr Sohn könnte am College vergessen, sich vor dem Frühstück die Zähne zu putzen, gibt Diane an, sich überhaupt keine Sorgen zu machen. Schließlich habe ihre 17-jährige Tochter Chloe ja bereits viel im Leben mitgemacht.
Chloe leidet unter den oben genannten Krankheiten und nimmt täglich unzählige Tabletten ein, muss Asthma-Spray verwenden und misst regelmäßig Blutzucker. Außerdem ist sie auf einen Rollstuhl angewiesen, sie ist technisch interessiert und hofft jeden Tag auf eine Antwort der Colleges, bei denen sie sich beworben hat. Sie hat keine Kontakte außer zu ihrer Mutter.
Als ihre Mutter eines Tages nacheinander mehrere Taschen vom Einkaufen ins Haus trägt, möchte sich Chloe Süßigkeiten stibitzen, findet aber grüne Arzneimittelkapseln für ihre Mutter, die jedoch Chloe ab dem folgenden Abend neuerdings selbst einnehmen muss, da der Hersteller ihres vorherigen Diabetes-Medikaments insolvent gegangen sei. Mittels eines selbstgebauten elektrischen Greifers holt sie die Tabletten aus einem Regal, an das sie sonst nicht selbst herankommt. Das Etikett auf der Medizin, Trigoxin, ist offensichtlich über ein anderes geklebt worden. Da das Internet „nicht funktioniert“, ruft sie eine willkürliche Nummer an und überzeugt den Mann am anderen Ende, im Internet nach Trigoxin zu suchen: Es handle sich um ein Medikament gegen Herzrhythmusstörungen und das Präparat sei immer rot.
Chloe überzeugt ihre Mutter, mit ihr ins Kino zu gehen. Dort gibt sie vor, auf die Toilette zu müssen, begibt sich aber zur Apotheke gegenüber dem Kino. Von der Apothekerin erfährt sie, dass es sich bei den grünen Kapseln um ein Muskelrelaxans für Hunde handle. Bei Menschen würde es wohl Lähmungen in den Beinen verursachen, vermutet die Apothekerin, als Diane in die Apotheke kommt und die völlig verstörte Chloe nach Hause bringt.
Am nächsten Tag wacht Chloe wie immer im Bett in ihrem Zimmer im ersten Stock auf, die Tür ist jedoch abgeschlossen, da ihre Mutter offenbar nicht da ist. Zwar kann Chloe das Schloss mit zwei Inbusschlüsseln knacken, jedoch ist die Tür von außen mit einer Gartenharke blockiert. Sie kriecht über das Vordach vor ihrem Zimmer zu einem anderen, dessen Fenster sie mit einem heißen Lötkolben und kaltem Wasser aus ihrem Mund zerstört. Man sieht, dass das Kabel des dortigen Telefons durchgeschnitten wurde. Auch Chloes Treppenlift ist zerstört worden. Chloe wirft sich und ihren Rollstuhl die Treppe hinunter und flüchtet auf die Straße. Dort fährt sie absichtlich vor einen Paketwagen, der gerade noch bremsen kann. Sie überzeugt den Postboten Tom, dass ihre Mutter sie vergiften will. Als kurz darauf ihre Mutter zurückkehrt, besteht Tom darauf, dass er die Tochter ins Krankenhaus fährt. Während er Chloe im Paketwagen anschnallt,  sticht ihm Diane eine Spritze in den Hals, die sie neben einer Pistole in ihrem Auto mitführt. Tom bricht sofort zusammen.
Chloe wacht im Keller in ihrem festgeketteten Rollstuhl auf. Dort findet sie im Papierkorb den Brief der University of Washington, die ihr zur Aufnahme gratuliert. In einer Kiste findet sie ein Foto von ihrem 4. Geburtstag, das sie aufrecht laufend zeigt, ihre eigene Sterbeurkunde im Alter von 2 Stunden und 11 Minuten, und einen Zeitungsartikel, laut dem ein Kind aus dem Krankenhaus entwendet wurde. Das Bild des Artikels zeigt offenbar zumindest die weinende Mutter sowie einen Mann.
Nachdem sie Tom im Haus versteckt hat, kommt Diane in den Keller. Chloe fragt, ob die beiden Personen im Zeitungsartikel ihre echten Eltern sind und ob Diane sie krank gemacht hat. Die Mutter gibt vor, Chloe über alles zu lieben. Sie wirft die grünen Kapseln in den Mülleimer und bietet Chloe einen Neustart an. „Du hast es nicht für mich getan. Du hast es für dich getan.“, sagt Chloe stattdessen. Die Mutter befüllt eine Spritze mit Farbverdünner und Chloe schafft es gerade noch, in einen Nebenraum zu kriechen und diesen zu verschließen. Dort findet sie allerhand Medikamente und ein Organophosphat -Insektizid. Das Etikett warnt, bei Einnahme sofort den Notruf zu wählen. Als Diane die Tür öffnen kann, schreit Chloe „Du brauchst mich!“ und trinkt das Insektizid aus der Flasche.
Die Ärzte erklären Chloes Mutter im Krankenhaus, dass ein Kind nach einem Selbstmordversuch erst nach einem Gespräch mit einem Psychiater entlassen werden kann, wofür Chloe allerdings erst einmal wieder sprechen können muss. Außerdem wundern sie sich, warum Chloes Arzt innerhalb der letzten sechs Jahre mehr als ein dutzend Mal gewechselt wurde. Nachdem Chloe wieder zu sich gekommen ist, bittet sie die anwesende Schwester durch Zeigen um einen Kugelschreiber. Sie bekommt aus Sicherheitsgründen einen stumpfen Wachsmalstift, mit dem sie auf einem Block zu schreiben beginnt. Als kurz darauf durch einen Notfall die Schwester das Zimmer verlassen muss und Unruhe in der Station ausbricht, setzt die mit einer Pistole bewaffnete Diane ihre Tochter in einen Rollstuhl und versucht mit ihr aus dem Krankenhaus zu flüchten. Bei ihrer Rückkehr findet die Schwester nur das leere Bett und den Block mit dem Wort „MOM“ (MUTTER) vor. Sie informiert die Sicherheitskräfte des Krankenhauses, welche umgehend eine Suche einleiten.
Derweil wurde Diane im Foyer des Krankenhauses dadurch gestoppt, dass die abwärts ins Erdgeschoss führende Rolltreppe außer Betrieb ist. Das im Foyer hängende Werbeplakat der University of Washington gibt Chloe genug Kraft, mit ihren Füßen den Rollstuhl zu blockieren. Beim Versuch, den Rollstuhl umzudrehen, wird Diane von den Sicherheitskräften überrascht. Sie zieht ihre Pistole und wird daraufhin selbst angeschossen, wodurch sie die Treppe herunterfällt.
Sieben Jahre später besucht Chloe ihre Mutter, die in der Krankenstation eines Frauengefängnisses im Bett liegt. Durch die Sicherheitskontrolle für Besucher kommt Chloe am Gehstock, ansonsten ist sie aber weiterhin auf den Rollstuhl angewiesen. Sie erzählt ihrer sichtlich stark gealterten Mutter überglücklich von ihren beruflichen Erfolgen und offenbar ihrem Partner und ihrer Tochter. Anschließend spuckt sie einige in Plastikfolie eingewickelte Tabletten aus, die sie in die Anstalt geschmuggelt hat, und sagt zu ihrer Mutter: „Schön weit aufmachen!“

## Produktion

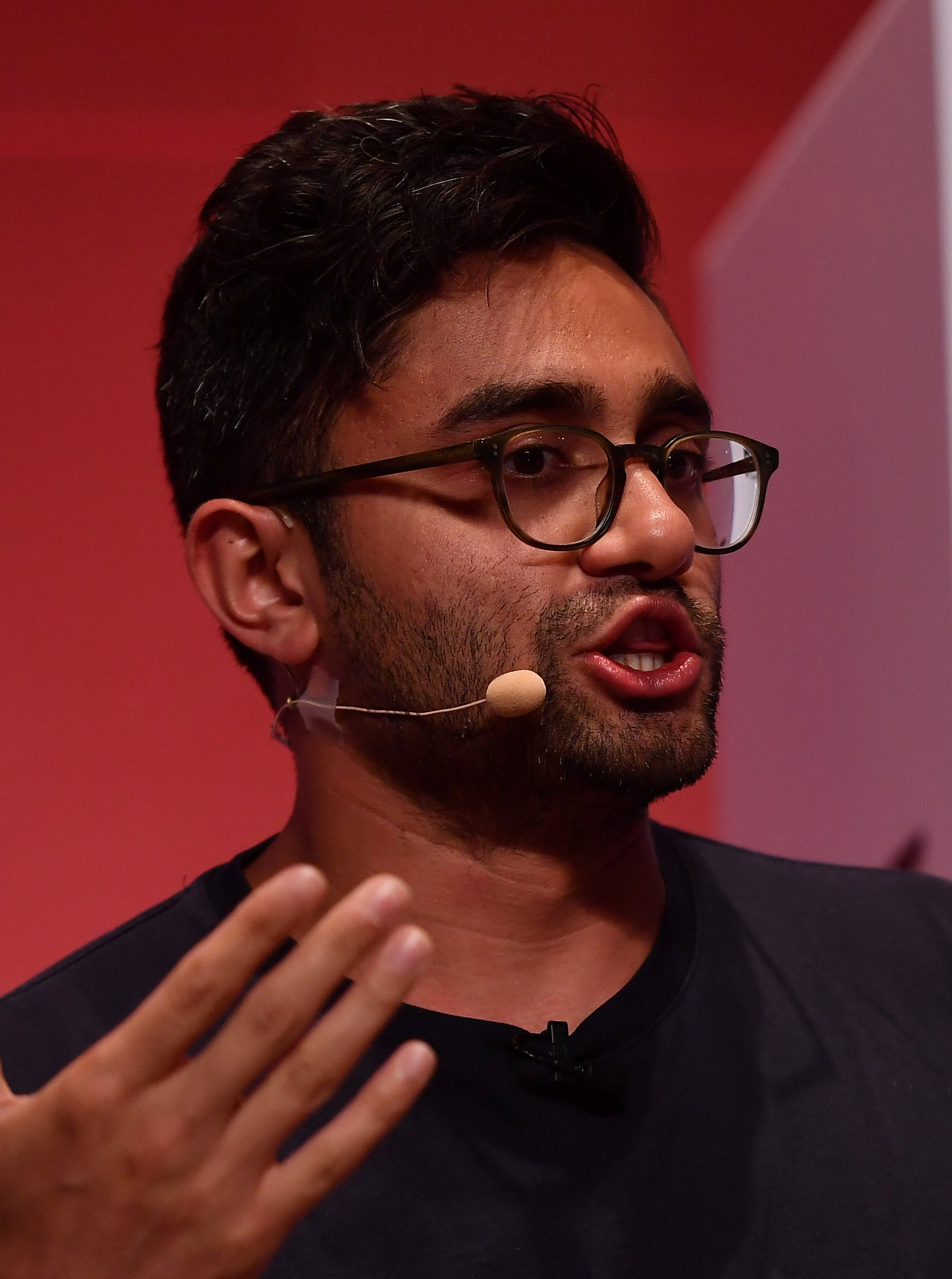
Regisseur Aneesh Chaganty

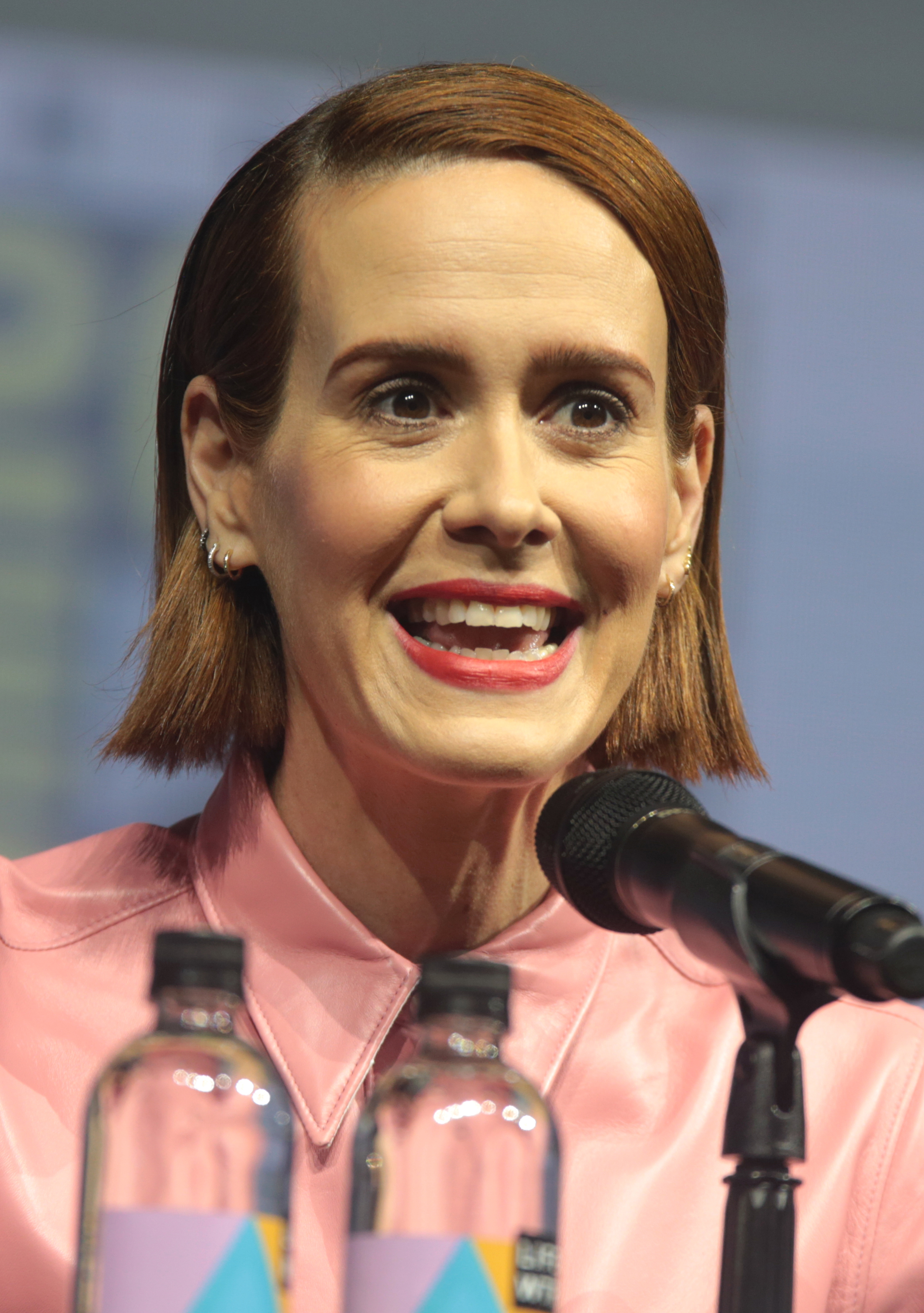
Sarah Paulson spielt die Mutter Diane Sherman

Regie führte Aneesh Chaganty, der gemeinsam mit Sev Ohanian auch das Drehbuch schrieb. Ein Großteil des Stils ist nach Aussage von Chaganty den Filmen von Hitchcock und Shyamalan entlehnt. Chloe als äußerst findiges, kluges und erfinderisches Mädchen beschreibt der Regisseur als eine Art MacGyver, da sie jedoch auf den Rollstuhl angewiesen ist, müsse sie nach einer ganz individuellen Lösung suchen. In einem Video bei YouTube erklärte Chaganty die Funktion dieses Mikrokosmos, den er für Chloe geschaffen hat, in dem diese den gesamten Film über agieren muss, wie folgt:
„Nimm ein normales Haus und verwandle jedes einzelne Element dieses Hauses in ein Hindernis von der Größe des Burj Khalifa.“
Die Golden-Globe- und Emmy-Preisträgerin Sarah Paulson spielt in der Hauptrolle Diane Sherman. Für Kiera Allen, die ihre Tochter Chloe spielt, handelt es sich um ihr Spielfilmdebüt.
Die deutsche Synchronisation entstand nach einem Dialogbuch von Christine Roche und der Dialogregie von Karlo Hackenberger im Auftrag der Scalamedia GmbH, Berlin. Ulrike Stürzbecher leiht in der deutschen Fassung Sarah Paulson in der Rolle von Diane Sherman ihre Stimme, Marie Hinze der von Kiera Allen gespielten Tochter Chloe.
Die Dreharbeiten fanden überwiegend im kanadischen Winnipeg statt. Weitere Aufnahmen entstanden im ebenfalls in der Provinz Manitoba gelegenen Selkirk. Gedreht wurde von Ende Oktober bis Mitte Dezember 2018. Als Kamerafrau fungierte Hillary Spera.
Die Weltpremiere erfolgte beim Nightstream Film Festival. Am 20. November 2020 wurde der Film in den USA und einigen anderen Ländern in das Programm von Hulu aufgenommen. Ein erster deutscher Trailer wurde Ende Oktober 2020 vorgestellt. Am 15. Januar 2021 wurde der Film in Deutschland direkt digital bzw. auf DVD und Blu-ray veröffentlicht.

## Rezeption

### Kritiken
Der Film konnte bislang 90 Prozent aller Kritiker bei Rotten Tomatoes überzeugen und wurde hierbei mit durchschnittlich 7,1 von möglichen 10 Punkten bewertet.
Michael Kienzl vom Filmdienst schreibt, Run konzentriere sich überwiegend auf Chloes nervenzerreißende Versuche, aus ihrem häuslichen Gefängnis auszubrechen, und immer schwinge dabei die Angst mit, entdeckt zu werden. Geschickt verknüpfe Run eine ausweglose Situation mit einem Minimum an Möglichkeiten. So wenig sich Aneesh Chaganty für Schockmomente oder blutige Scheußlichkeiten interessiere, so entschieden setze er auf seine zwei hervorragenden Hauptdarstellerinnen Sarah Paulson und Kiera Allen und einen bedingungslosen Kampf um Selbstbestimmung: „Der eigentlich eher aus Familiendramen bekannte Emanzipationsversuch eines Kindes wird in Run zu einem atemlosen Spiel mit hohem Einsatz.“

### Auszeichnungen
Sundance Film Festival 2021
- Auszeichnung mit dem Producer Award for Fiction Filmmaking (Natalie Qasabian)[12]